# Wegen in Nederland

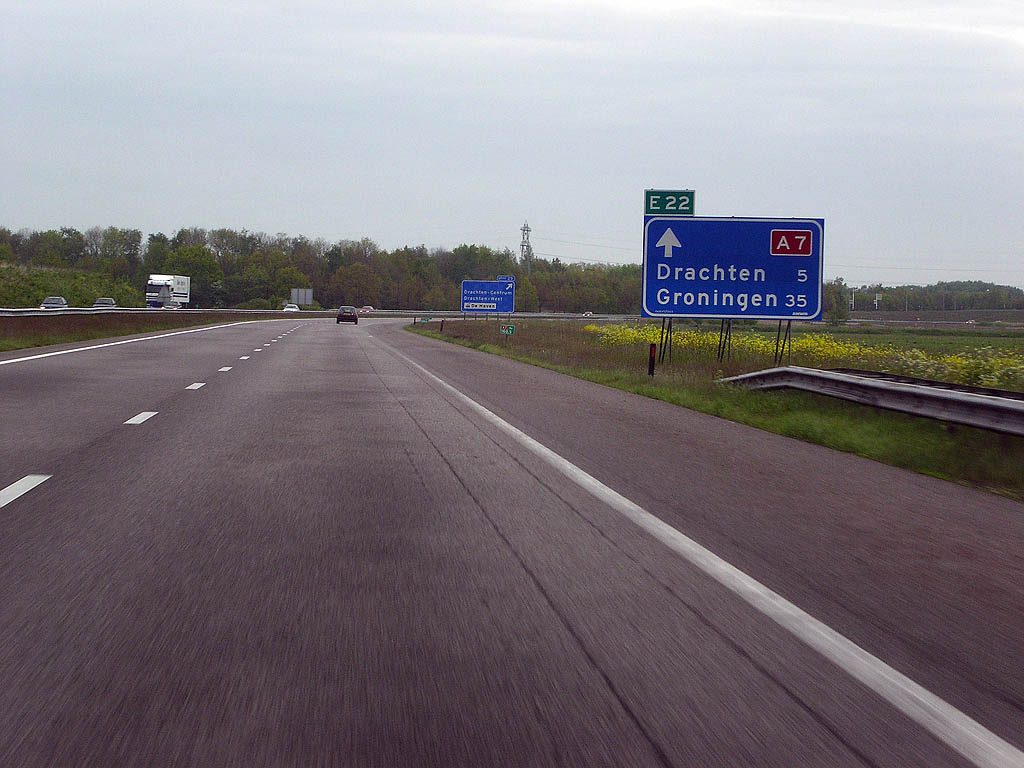
Een Nederlandse autosnelweg

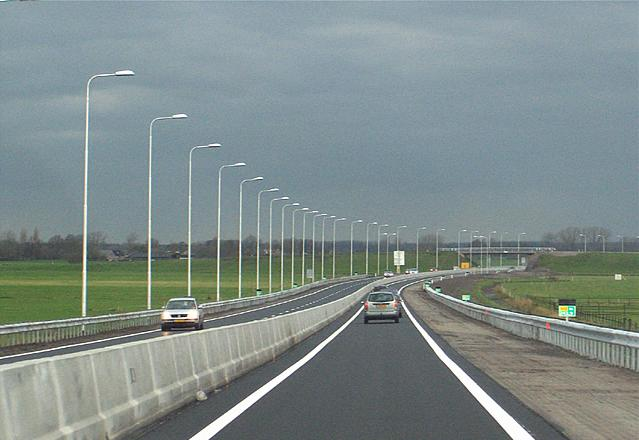
'Duurzaam Veilig' ingerichte Regionale stroomweg met fysieke rijbaanscheiding en vluchtstrook conform de richtlijnen van het Handboek Wegontwerp

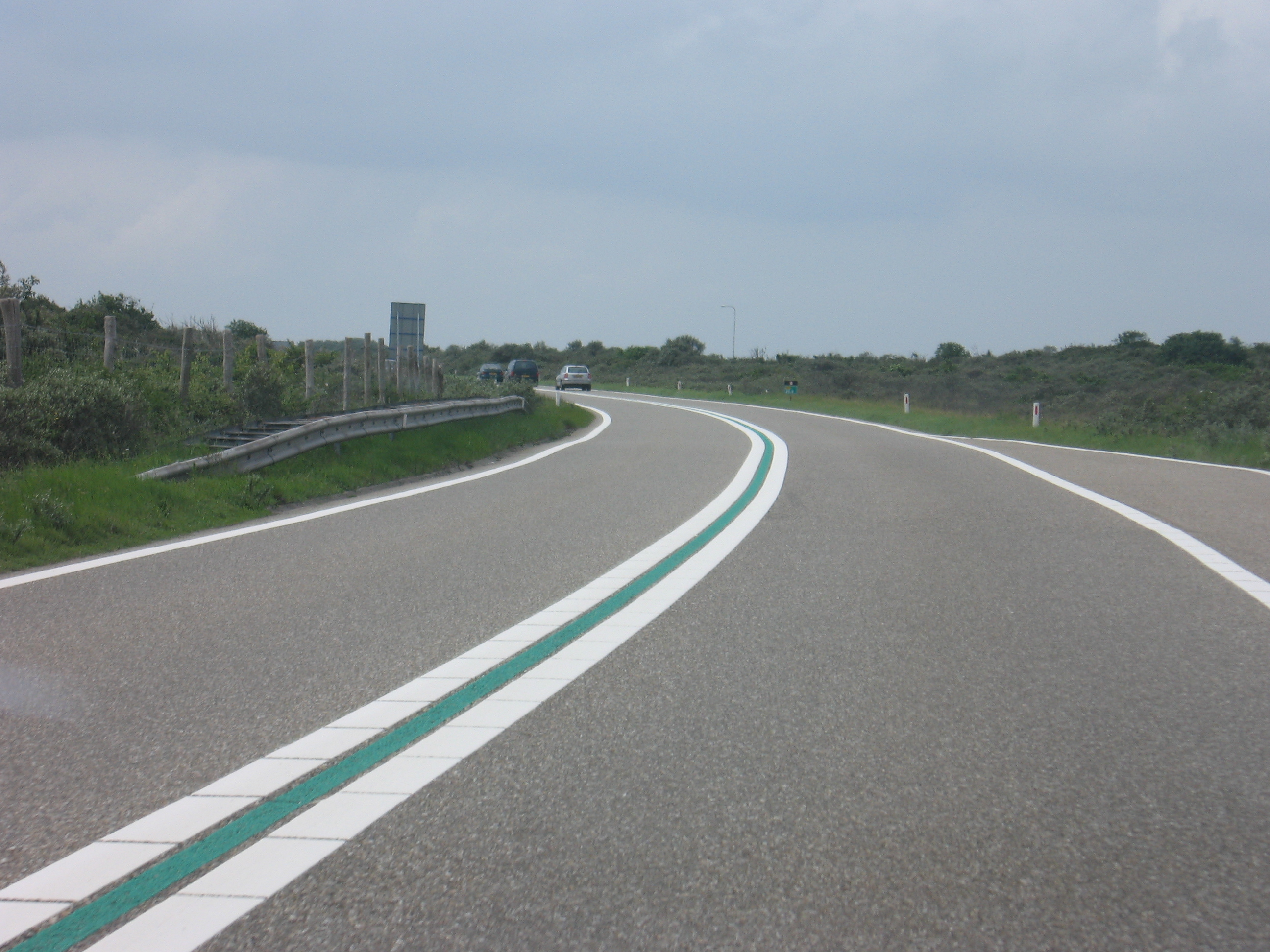
Een 100km/h autoweg die is gecategoriseerd als regionale stroomweg, maar nog niet (volledig) kan worden heringericht, wordt als een dubbele doorgetrokken streep en groene vulling toegepast ter herkenning van het wegtype

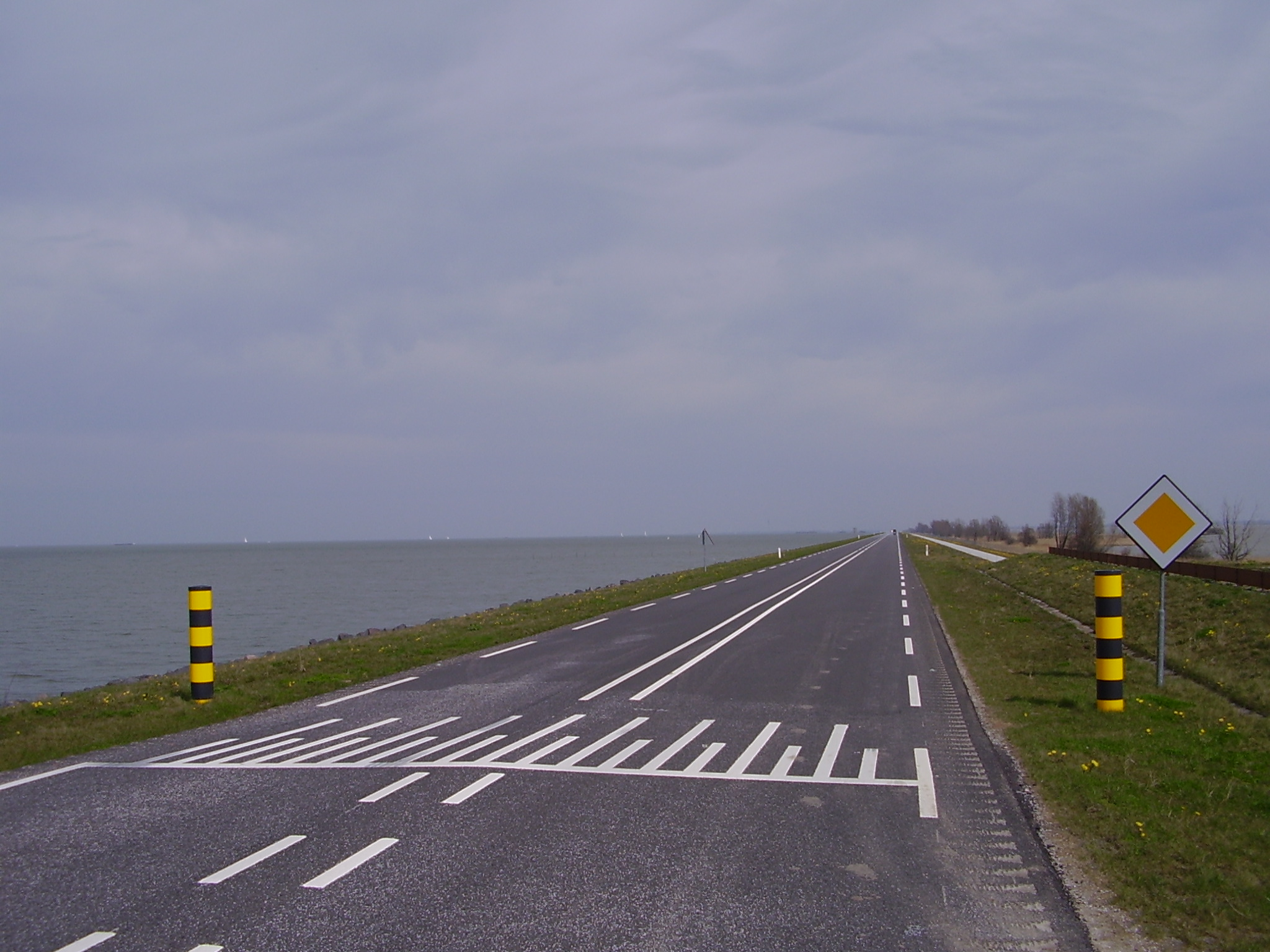
Een gebiedsontsluitingsweg buiten de bebouwde kom: dubbele markering (zonder groene streep) en een streefbreedte van 7,5 meter

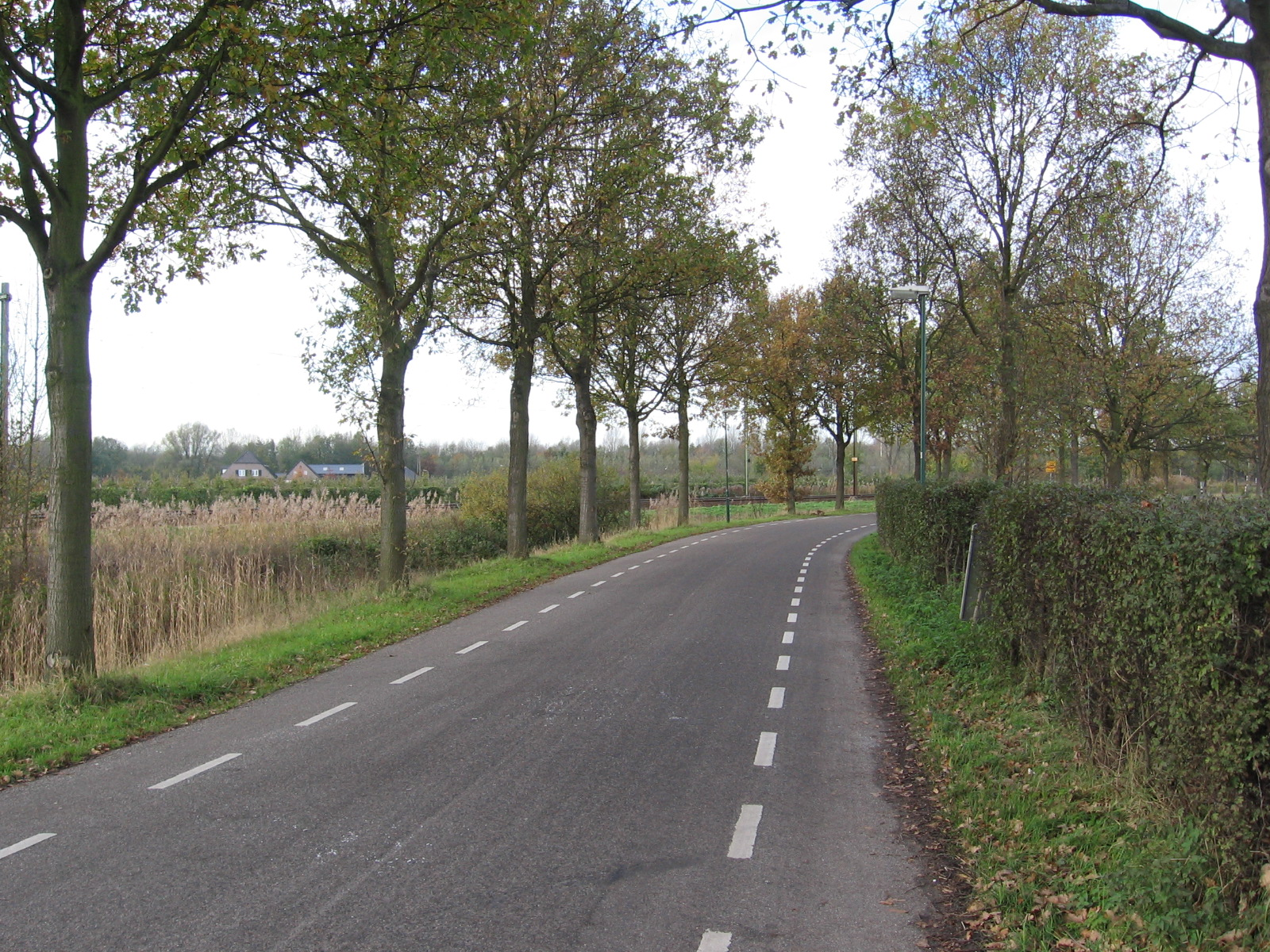
Een erftoegangsweg buiten de bebouwde kom: geen asmarkering en een streefbreedte van 6,3 meter

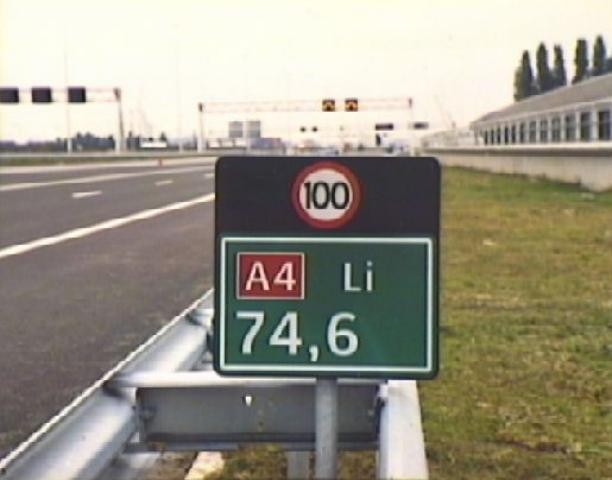
Hectometerpaal rijksweg A4

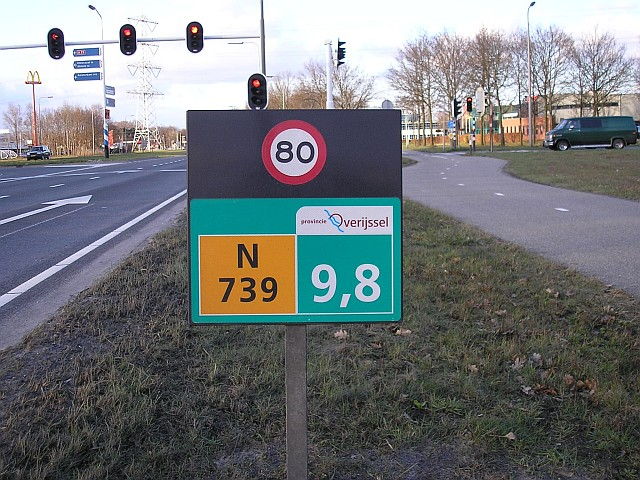
Hectometerpaal provinciale weg N739

Het wegennet van Nederland is een van de dichtst vertakte wegennetten ter wereld. Nederland beschikt over ongeveer 141.820 km openbare wegen (2022). Hiervan zijn 5.571 km rijksweg, de provinciale wegen hebben een lengte van 7.934 km, en de overige (lokale) wegen 128.315 km. Nederland heeft met een dichtheid van ongeveer 63,9 kilometer autosnelweg per 1000 km² de grootste autosnelwegdichtheid van de Europese Unie.

## Indeling
In 1997 zijn in het kader van het Startprogramma Duurzaam Veilig landelijk nieuwe afspraken gemaakt over de indeling van de wegen in Nederland. Bijna alle wegbeheerders hebben de wegen inmiddels in deze drie typen gecategoriseerd. Meestal is dit opgenomen in een categoriseringsplan, dat vaak onderdeel uitmaakt van het verkeersbeleid van bijvoorbeeld de gemeente of de provincie. De volgende hoofdcategorieën wegen worden onderscheiden:
- Stroomwegen (SW): wegen met een primaire verkeersfunctie, bedoeld voor een zo veel mogelijk conflictvrije afwikkeling van gemotoriseerd verkeer. Stroomwegen kenmerken zich in principe door een fysieke rijbaanscheiding en ongelijkvloerse kruisingen. Subcategorieën zijn de autosnelwegen en de regionale stroomwegen. De maximumsnelheid van een stroomweg is 100 km/h (regionale stroomweg, overeenkomend met autoweg) of 130 km/h (autosnelweg).
- Gebiedsontsluitingswegen (GOW): wegen die zowel doorstroming als uitwisselen tot doel hebben. Gebiedsontsluitingswegen kenmerken zich door scheiding van snel- en langzaamverkeer (parallelle fietspaden) en gelijkvloerse kruisingen. Buiten de bebouwde kom mag er 80 km/h gereden worden, binnen de bebouwde kom 50 km/h of 70 km/h.
- Erftoegangswegen (ETW): wegen met een verblijfsfunctie, bestemd voor het toegankelijk maken van percelen. Erftoegangswegen hebben geen rijbaanscheiding en snel- en langzaam verkeer rijdt gemengd, hetgeen een relatief lage maximumsnelheid vereist. Doorgaand verkeer wordt bij voorkeur zo veel mogelijk geweerd. Buiten de bebouwde kom mag op erftoegangswegen 60 km/h gereden worden, binnen de bebouwde kom 30 km/h.

Elk type weg heeft specifieke ontwerpeisen. Deze ontwerpeisen worden door het CROW vertaald in aanbevelingen voor het wegontwerp. De huidige aanbevelingen voor het wegontwerp binnen de bebouwde kom (ASVV) en buiten de bebouwde kom (Handboek Wegontwerp) zijn gebaseerd op de Duurzaam Veilig filosofie. Lokale wegbeheerders kunnen echter afwijken van deze aanbevelingen, bijvoorbeeld door fietsers op rotondes binnen de bebouwde kom geen voorrang te geven, terwijl dit wel de 'standaardoplossing' is volgens het ASVV.  Volgens de Stichting Wetenschappelijk Onderzoek Verkeersveiligheid (SWOV) kan wetenschappelijk worden onderbouwd dat een duidelijk positief veiligheidseffect mag worden verwacht als Duurzaam Veilig in heel Nederland uniform wordt geïmplementeerd.
Het is niet altijd duidelijk in welke categorie een weg hoort. Wegen waarbij dit het geval is worden grijze wegen genoemd.
Het RVV 1990 hanteert als speciale wegen met speciale regels en tekens autosnelweg, autoweg, voorrangsweg, eenrichtingsweg en overweg (deze laatste is eventueel ook te zien als een stuk weg in plaats van een weg). Voor zover niet een weggedeelte zijn voetpad, fietspad, fiets/bromfietspad en ruiterpad ook wegsoorten.

## Wegbeheerders
Een weg wordt beheerd en onderhouden door een wegbeheerder. In Nederland zijn de volgende instanties wegbeheerder:
- Rijkswaterstaat voor de Rijkswegen
- Provincies voor de provinciale wegen
- Gemeentes voor de lokale wegen
- Waterschappen voor de waterschapswegen

## Bewegwijzering en nummering
Nederland bewegwijzert zijn wegen door witte letters op blauwe borden.

### A- en N-wegen
De A- en N-wegen vormen samen één systeem, de letter geeft enkel aan of de weg een autosnelweg of niet-autosnelweg is. Waar een autosnelweg voortgezet wordt in een niet-autosnelweg kan deze hetzelfde nummer behouden en verandert alleen de letter.
1- of 2-cijferige nummeringen zijn oorspronkelijk rijkswegen (van A1 tot N99). Inmiddels zijn sommige 2-cijferige N-wegen in beheer overgegaan naar provincies (voorbeeld: N46). Over het algemeen zijn driecijferige nummers provinciale wegen (bijvoorbeeld N201 Hilversum-Zandvoort).
A-wegen worden in Nederland aangeduid met witte letters op een rode achtergrond, N-wegen met zwarte letters op een gele achtergrond.

### S-wegen
In verschillende steden in Nederland zijn stadsroutes ingesteld met een eigen nummering in de vorm van S-wegen, te herkennen aan zwarte letters op een witte achtergrond.
Inmiddels zijn er 7 steden die beschikken over S-wegen:
- Amsterdam
- Almere
- Den Haag
- Heerlen
- Rotterdam
- Nijmegen
- Zaanstad

### r-wegen
In een aantal gemeenten worden ook recreatieve routes genummerd, beginnend met een kleine letter r, te herkennen aan witte letters op een bruine achtergrond.

## Snelheidslimieten
In Nederland wordt de maximumsnelheid, indien deze afwijkt van de voor de wegcategorie gebruikelijke snelheid, aangegeven met verkeersborden uit de serie A: snelheid.
| Maximumsnelheden in Nederland in km/u Deze snelheden gelden tenzij anders aangegeven | Binnen bebouwde kom       | Buiten bebouwde kom       | Autoweg             | Autosnelweg                     |
| ------------------------------------------------------------------------------------ | ------------------------- | ------------------------- | ------------------- | ------------------------------- |
| Personenauto's, bestelwagens en motorfietsen zonder aanhangwagen                     | 50                        | 80                        | 100                 | 130 (100 tussen 06:00 en 19:00) |
| Vrachtwagens en autobussen                                                           | 50                        | 80                        | 80                  | 80                              |
| Campers afgeleid van een vrachtwagen, zwaarder dan 3500 kg                           | 50                        | 80                        | 80                  | 80                              |
| T100-bussen                                                                          | 50                        | 80                        | 100                 | 100                             |
| Personenauto’s en bestelauto’s met aanhangwagen niet zwaarder dan 3500 kg            | 50                        | 80                        | 90                  | 90                              |
| Motorvoertuigen met aanhangwagen zwaarder dan 3500 kg                                | 50                        | 80                        | 80                  | 80                              |
| Bromfietsen                                                                          | 45 (op bromfietspaden 30) | 45 (op bromfietspaden 40) | Niet toegestaan     | Niet toegestaan                 |
| Brommobielen                                                                         | 45                        | 45                        | Niet toegestaan     | Niet toegestaan                 |
| Snorfietsen, landbouwvoertuigen en motorrijtuigen met beperkte snelheid              | 25                        | 25                        | Niet toegestaan     | Niet toegestaan                 |
| Fietsen                                                                              | Geen beperking            | Geen beperking            | Niet toegestaan     | Niet toegestaan                 |
| Personenauto's, vrachtwagens, autobussen en motorfietsen op Bonaire                  | 40                        | 60                        | Niet van toepassing | Niet van toepassing             |
| Personenauto's, vrachtwagens, autobussen en motorfietsen op Sint Eustatius           | 30                        | 50                        | Niet van toepassing | Niet van toepassing             |
| Personenauto's, vrachtwagens, autobussen en motorfietsen op Saba                     | 20                        | 40                        | Niet van toepassing | Niet van toepassing             |

Lokaal kunnen andere snelheidslimieten gelden, welke dus consequent aangegeven moeten worden met borden. Een voorbeeld hiervan is de beperking van de maximumsnelheid op autosnelwegen tot 100 km/h in verstedelijkte gebieden. In bepaalde gevallen kunnen ook hogere maximumsnelheden worden toegestaan, bijvoorbeeld 70 km/h op bepaalde gebiedsontsluitingswegen binnen de bebouwde kom.
Daarnaast worden op steeds meer plaatsen in Nederland zogenaamde 30 km/h-zones en 60 km/h-zones ingesteld. Deze zones worden bij het inrijden duidelijk aangegeven door borden aan weerszijden van de weg. De maximumsnelheid van 30 respectievelijk 60 km/h blijft van kracht (ook als men in de zone afslaat), totdat men een bord tegenkomt dat het einde van de zone aangeeft.